# تقاطع (نظرية المجموعات)

تقاطع الحروف اليونانية واللاتينية والروسية (بشكلها الكبير)

تقاطع مجموعتين:

في الجبر وفي الرياضيات عموما، التقاطع هو مجموعة العناصر المشتركة بين مجموعتين. يُشار إلى تقاطع المجموعتين A وB بـ A ∩ B.

## تعريف أساسي
بصفة عامة، التقاطع هو عملية تقام على المجموعات وتحمل نفس اسم نتيجتها (نقول أيضاً تقاطع A وB هو C) وهو مجموعة العناصر التي تنتمي إلى المجموعتين معاً.
في التحليل، نقول أن نقطة تقاطع المنحيين الَّذَين يمثلان الدوال معرف بموضعهما النسبي.
في نظرية المجموعات، تقاطع مجموعتين هي المجموعة التي تضم العناصر المنتمية إلى المجموعتين معاً وفقط هذه العناصر.
يرمز لتقاطع س وص بالزمر س∩ص.
تقاطع مجموعتين معرف دائماً مهما كانت هاتين المجموعتين. إذا لم يكن هناك عنصر مشترك بين المجموعتين س وص، نقول أن تقاطعهما مجموعة فارغة ونكتب : ص∩س = {\displaystyle \varnothing \,} .